# Josip Weber
Josip Weber, született Josip Veber (Bród, 1964. november 16. – Bród, 2017. november 8.) horvát és belga válogatott horvát labdarúgó.
A belga válogatott tagjaként részt vett az 1994-es világbajnokságon.

## Sikerei, díjai
Hajduk Split
- Jugoszláv kupa
  - győztes: 1987

 Cercle Brugge
- Belga bajnokság
  - gólkirály (3): 1991–92 (26 gól), 1992–93 (31 gól), 1993–94 (31 gól)

 Anderlecht
- Belga bajnokság
  - bajnok: 1994–95
- Belga szuperkupa
  - győztes: 1995